# Proces księży kurii krakowskiej

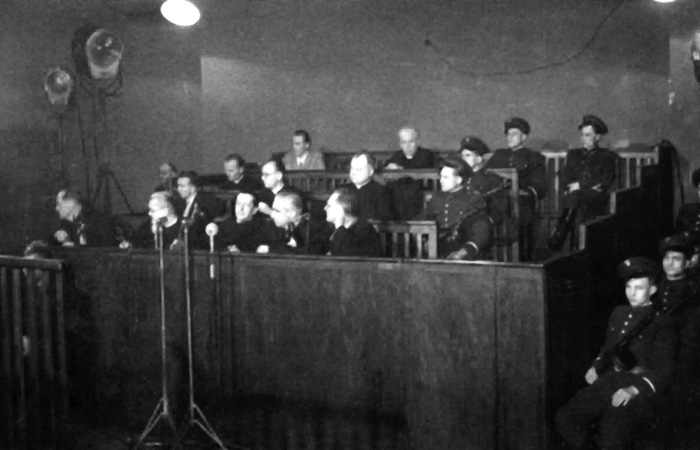
Ława oskarżonych w procesie księży kurii krakowskiej. W ostatnim rzędzie od lewej: Edward Chachlica, ks. Wit Brzycki, przed nimi ks. Jan Pochopień, w pierwszym rzędzie: Michał Kowalik, ks. Franciszek Szymonek, ks. Józef Lelito

Proces księży kurii krakowskiej – pokazowy proces czterech księży kurii krakowskiej i trzech osób świeckich, oskarżonych bezpodstawnie o działalność szpiegowską na rzecz Stanów Zjednoczonych i „sprzedawanie swojej ojczyzny za judaszowe pieniądze”. Proces był elementem represji władz PRL wobec Kościoła katolickiego. Było to jedno z najbardziej brutalnych uderzeń w Kościół katolicki w czasach PRL. Celem procesu było przedstawienie Kościoła katolickiego jako agentury Watykanu, a duchownych jako szpiegów państw imperialistycznych. Jednocześnie chodziło o skompromitowanie środowisk emigracyjnych.
Resort bezpieczeństwa wykorzystał fakt, że wydział krajowy emigracyjnej Rady Politycznej, infiltrowanej przez agentów służb komunistycznej Polski, budował w kraju sieć informatorów. Inicjatorem powstania grupy krajowych informatorów Rady Politycznej był Józef Szponder, były żołnierz Narodowej Organizacji Wojskowej, który zbiegł z Polski w 1949. Do współpracy zaangażował księdza Józefa Lelitę, byłego kapelana NOW oraz związanych w przeszłości z NOW Edwarda Chachlicę i Michała Kowalika. Aresztowany jesienią 1952 ksiądz Józef Lelito po brutalnym śledztwie zeznał, niezgodnie z prawdą, że wciągnął do współpracy dwóch księży z kurii krakowskiej: Wita Brzyckiego i Jana Pochopnia. Złamana w śledztwie część aresztowanych (w tym także ostatecznie niepostawieni przed sądem najbliżsi współpracownicy arcybiskupa Adama Stefana Sapiehy) zeznała, że kuria krakowska realizowała antypolską politykę Watykanu, zamierzała przeznaczyć posiadane obce waluty na walkę z ustrojem i liczyła na wybuch wojny, która miałaby obalić system komunistyczny w Polsce. Na tej podstawie przeprowadzono rewizję w siedzibie kurii krakowskiej, w wyniku której zarekwirowano znajdujące się w depozycie dzieła sztuki, ponad trzydzieści tysięcy dolarów oraz zdeponowane tam dokumenty i przedmioty wydobyte podczas ekshumacji w Katyniu w 1943. W grudniu 1952 pozbawiono wolności, a następnie zmuszono do wyjazdu z Krakowa arcybiskupa Eugeniusza Baziaka, administratora apostolskiego diecezji krakowskiej.
Proces przed Wojskowym Sądem Rejonowym w Krakowie rozpoczął się 21 stycznia 1953. Sąd orzekał w składzie: Mieczysław Widaj (przewodniczący), Roman Waląg (sędzia wotant, pułkownik LWP, od 30 grudnia 1952 do 30 kwietnia 1955 szef WSR w Krakowie) i Bazyli Mielnik (sędzia wotant, podpułkownik LWP, od 5 stycznia 1953 do 30 kwietnia 1955 sędzia WSR w Krakowie). Oskarżał Naczelny Prokurator Wojskowy Stanisław Zarakowski. Rozprawy odbywały się w hali widowiskowej Zakładów Szadkowskiego.
W wyroku ogłoszonym 27 stycznia 1953 uznano oskarżonych za agentów wywiadu amerykańskiego bądź członków siatki szpiegowskiej. Sąd skazał na karę śmierci Edwarda Chachlicę, Michała Kowalika i księdza Józefa Lelitę. Pozostałym oskarżonym wymierzono następujące kary:
- ks. Franciszek Szymonek – dożywotnie pozbawienie wolności
- ks. Wit Brzycki, notariusz Kurii metropolitalnej – 15 lat więzienia
- ks. Jan Pochopień, notariusz Kurii metropolitalnej – 8 lat więzienia
- Stefania Rospond z Kongregacji Żywego Różańca Dziewcząt – 6 lat więzienia

Orzeczonych kar śmierci nie wykonano – wyroki zostały zamienione decyzją Rady Państwa z 18 sierpnia 1953 na karę dożywotniego więzienia.
Z procesu wyłączono sprawę ks. Józefa Fudalego, który w wyniku tortur był tak zmaltretowany, że nie nadawał się procesu pokazowego. W osobnym procesie skazano go na 13 lat więzienia. Zmarł w 1955 r. po operacji w więziennym szpitalu. 
Rezolucja Związku Literatów Polskich w Krakowie w sprawie procesu krakowskiego z 8 lutego 1953 potępiła oskarżonych w tym procesie.